# Ivan Ramón Folch IV.
Ivan Ramón Folch IV. (katalonski: Joan Ramon Folc IV; španjolski: Juan Ramón Folch IV) (1446. – Arbeca, 1513.) bio je katalonski plemić, koji je bio markiz Pallarsa Sobire, vikont Villamura, barun Entençe, grof Pradesa te grof i vojvoda Cardone.

## Život
Grof Ivan je rođen 1446. godine.
Njegovi roditelji su bili gospa Ivana od Urgella (kći grofa Jakova II. od Urgella) i njen suprug, grof Ivan Ramón Folch III. (sin grofice Ivane I.), grof Cardone.
Ivan IV. je bio velika potpora kralju Ivanu II. Aragonskom tijekom Katalonskog građanskog rata (šp. Guerra Civil Catalana). Također, bio je zaštitnik kraljice Ivane Enríquez i njezinog sina Fernanda, koji je poslije postao kralj Aragonije i Kastilje.
Okupirao je Pallars Sobiru tijekom rata te mu je kralj Ivan II. dao tu grofoviju, učinivši Ivana IV. markizom Pallarsa Sobire i vojvodom Cardone; plemić koji je dotada vladao Pallarsom Sobirom bio je grof Hugo Rogerije III.

### Brak
1467. godine Ivan IV. je oženio Aldonçu Enríquez, sestru kraljice Ivane. Taj je brak dogovorio kralj Ivan II.
Djeca Ivana IV. i njegove supruge:
- Ivana (Joanna), žena Antonija Manrique de Lare
- Antonio de Cardona y Enríquez
- Lluís de Cardona i Enríquez, nadbiskup Tarragone
- Alfons, muž Aldonçe
- Enrique de Cardona y Enríquez
- Izabela (Isabel; Elizabeta), žena grofa Ribagorze Alfonsa VII.
- Fernando I. Juan Ramón Folch (očev nasljednik)
- Aldonça
- Terezija
- Petar de Cardona i Enríquez

Ivanova izvanbračna djeca:
- Jakov od Cardone
- Ivan od Cardone, biskup[2]